# Плотский, Михаил Семёнович
Плотский Михаил Семенович (1911—1979) — бригадир навалоотбойщиков шахты «Капитальная» комбината «Кузбассуголь» г. Осинники, Герой Социалистического Труда (1948).

## Биография
Родился в 1911 году в селе Ламоново Нижнеколосовского района Омской области в крестьянской семье. Трудовой путь начал в январе 1930 года в 19-летнем возрасте. С октября 1933 года по ноябрь 1936 года служил в Советской Армии. Приехав в город Осинники и получив фабрично-заводское обучение, устроился на шахту «Капитальная», где проработал с декабря 1937 года до января 1962 года забойщиком, бригадиром и помощником начальника участка.
С 1939 по 1951 г. был бригадиром комсомольско-молодёжной бригады. Слава о высокой производительности и трудовом героизме бригады была известна не только в Кузбассе, но и во всей стране. К этому периоду относятся тяжелые годы Великой Отечественной войны.
В 1945 году по итогам I квартала этот коллектив занял первое место во Всесоюзном социалистическом соревновании. Никакие трудности не мешали Михаилу Семеновичу организовывать работу так, чтобы бригада давала 1,5-2 нормы на протяжении многих лет. Его бригада первая на руднике начала добывать уголь в лаве по графику цикличности.
Выйдя на пенсию в мае 1961 года, после 35 лет работы на добычном участке № 6, Плотский М. С. продолжил активно участвовать в общественной жизни коллектива шахты. Он был желанный гость в школах и библиотеках.
Плотский Михаил Семенович — делегат XIX съезда ВКП(б).

## Награды и звания
- Указом Президиум Верховного Совета СССР от 28 августа 1948 года за выдающиеся успехи в деле увеличения добычи угля, восстановления и строительства угольных шахт и внедрения передовых методов работы, обеспечивающих значительный рост производительности труда Плотскому Михаилу Семеновичу присвоено звание Героя Социалистического Труда с вручением ордена Ленина и золотой медали «Серп и Молот»
- За самоотверженный и безупречный труд в мае 1942 года Плотский М. С. был награждён орденом «Знак Почета», в 1948 г. ему присвоено звание «Почётный шахтёр».
- Награждён медалями «За трудовое отличие» (1949 г.), «За доблестный труд в Великой Отечественной войне» (1949 г.), «К 100-летию со дня рождения В. И. Ленина».